# 飯島喜美
飯島 喜美（いいじま きみ、1911年12月17日 - 1935年12月18日）は、日本の社会運動家。
千葉県匝瑳郡太田村(現旭市)で提灯職人の家の13人兄弟の長女として生まれた。尋常小学校卒業後、2年間女中奉公。1927年、女工として東京モスリン紡織亀戸工場に就職した。やがて共産主義の研究会に参加するようになり、1928年の同工場の賃上げ争議では500人の女工たちの副責任者を務め勝利に貢献した。1929年の四・一六事件で亀戸警察署に検束されたが、日本共産青年同盟に加盟、同年5月日本共産党に入党。1930年モスクワに渡り、赤色労働組合インターナショナル（プロフィンルテン）第5回大会に日本女性として初めて参加し演説、のち東方勤労者共産大学（クートヴェ）に入学した。1931年10月帰国、党中央婦人部員を務め地下活動に投じた。1933年5月に検挙、投獄され、のち栃木刑務所で獄死した。享年24。殿田みさお、玉子の別名で活動した。
評伝に、山岸一章「紡績労働者の飯島喜美 コンパクトに『闘争・死』の文字」（『不屈の青春―ある共産党員の記録』新日本出版社、1969年、所収）、鹿野政直「飯島喜美 革命運動史上の光芒」（『鹿野政直思想史論集 第6巻』岩波書店、2008年、所収）などがある。